# Desmodium cubense
Desmodium cubense är en ärtväxtart som beskrevs av August Heinrich Rudolf Grisebach. Desmodium cubense ingår i släktet Desmodium och familjen ärtväxter. Inga underarter finns listade i Catalogue of Life.